# Zarzeczanie
Zarzeczanie (biał. Зарачаны, Zaraczany; ros. Заречаны, Zareczany) – wieś na Białorusi, w obwodzie grodzieńskim, w rejonie świsłockim, w sielsowiecie Chaniewicze.

## Historia
W XIX i w początkach XX w. położone było w Rosji, w guberni grodzieńskiej, w powiecie wołkowyskim, w gminie Podorosk.
W dwudziestoleciu międzywojennym leżało w Polsce, w województwie białostockim, w powiecie wołkowyskim, w gminie Podorosk. W 1921 miejscowość liczyła 58 mieszkańców, zamieszkałych w 9 budynkach, wyłącznie Polaków. 49 mieszkańców było wyznania prawosławnego i 9 mojżeszowego.
Po II wojnie światowej w granicach Związku Sowieckiego. Od 1991 w niepodległej Białorusi.